# Minúscula 37
Minúscula 37 (en la numeración Gregory-Aland), A154 (Soden) es un manuscrito griego en minúsculas del Nuevo Testamento escrito en vitela. Es datado paleográficamente en el siglo XI.

## Descripción
El códice contiene el texto completo de los cuatro Evangelios en 357 hojas de pergamino (31 cm por 24 cm).
El texto de los Evangelios está dividido de acuerdo a los κεφαλαια (capítulos), cuyos números se colocan al margen del texto, y los τιτλοι (títulos) en la parte superior de las páginas. Tiene una división de acuerdo con las Secciones Amonianas (en Marcos, 233 secciones; la última en 16:8), con referencias a los Cánones de Eusebio.
Contiene las tablas de Eusebio, la tablas de los κεφαλαια (tablas de contenido), prolegómenos, imágenes, con escolios cortos, el comentario de Victorino en el Evangelio de Marcos, sinaxariοs e ilustraciones.
La perícopa de Juan 7:53-8:11 se coloca al final del Evangelio; en Juan 8:6 se encuentra la variante textual μη προσποιουμενος.

## Texto
El texto griego de este códice es representativo del tipo textual bizantino. Aland lo colocó en la Categoría V. No fue examinado usando el Perfil del Método de Claremont.
En Lucas 16:19 el manuscrito tiene escolio en un margen de fecha incierta ευρον δε τινες και του πλουσιου εν τισιν αντιγραφοις τουνομα Νινευης λεγομενον. El manuscrito 36 tiene el mismo escolio. Actualmente se conoce solo un manuscrito griego con la variante textual ονοματι Ν[ιν]ευης (con el nombre N[in]eue) en Lucas 16:19, el Papiro 75. Esta lectura también la tiene la versión sahídica.

## Historia
El manuscrito fue fechado en el siglo XI o XII. Actualmente es datado por el INTF en el siglo XI.
El manuscrito fue examinado y descrito por Montfaucon, Wettstein, Scholz, y Paulin Martin.
Fue añadido a la lista de manuscritos del Nuevo Testamento por Wettstein. C. R. Gregory vio el manuscrito en 1885.
Se encuentra actualmente en la Bibliothèque nationale de France (Coislin Gr. 21) en París.

## Lectura adicional
- Herman C. Hoskier (1929). Concerning the Text of the Apocalypse 1. Londres. pp. 32–33.

- Datos: Q6870320